# Sigismund von Braun
Pour les articles homonymes, voir Von Braun.
Sigismund, baron von Braun, né le 14 avril 1911 et décédé le 13 juillet 1998, fut un diplomate allemand. Il était le frère de Wernher von Braun.
Il a travaillé au ministère allemand des Affaires étrangères pendant la période nazie.
Il fut ambassadeur de l'Allemagne à Paris de 1968 à 1970, secrétaire d'État au ministère des affaires étrangères de 1970 à 1972, de nouveau ambassadeur en France de 1972 à 1976, enfin représentant aux Nations unies à New York. En tant qu'ambassadeur en France, il tente de s'opposer à la diffusion du film est-allemand à charge contre son frère Et l'Angleterre sera détruite.